# ナールート
ナールート(アラビア語：نالوت/Nalut、ベルベル語: Lalút)は、リビア北西部のトリポリタニアのナールート県の県都。
チュニジア国境まで約20km離れている。
2012年の人口は約2.7万人で、標高は616m。
ナフサ山地の西端に位置し、山地東部のガリヤンとともにナフサ山地地方の中心都市となっている。
 
首都トリポリとガダーミスを結ぶ道路のほぼ中間地点に位置する。
ナールート旧市街にはカスルと呼ばれる日干し煉瓦の建築物があり、名物となっている。カスル（砦）という名だが、実際は穀物倉庫である。